# Aufstiegsfortbildung
Bei der Aufstiegsfortbildung handelt es sich in Deutschland um eine Art bzw. eine Maßnahme der beruflichen Fortbildung, die im Regelfall auf eine abgeschlossene Berufsausbildung aufbaut und für die Wahrnehmung einer Aufgabe mit einem größeren Verantwortungsbereich bzw. mit einer höheren Vergütung qualifizieren soll. Dazu gehören zum Beispiel berufliche Fortbildungsmaßnahmen ohne Abschlussprüfung als auch Fortbildungen mit Abschlussprüfung gemäß DQR (Deutscher Qualifikationsrahmen), wie etwa zum Handwerksmeister (DQR-Niveau 6), zum Industriemeister (DQR-Niveau 6), zum Fachwirt (DQR-Niveau 6), zum Fachkaufmann (DQR-Niveau 6) oder zum Berufsspezialist bzw. Fachberater (DQR-Niveau 5). Das Schweizer Äquivalent zur deutschen Aufstiegsfortbildung ist die Höhere Berufsbildung.

## Aufstiegsfortbildung nach Berufsbildungsgesetz
Die gesetzlichen Regelungen für Aufstiegsfortbildungen auf Meisterebene und darauf aufbauende Abschlüsse wie Geprüfter Berufspädagoge oder Geprüfter Betriebswirt nach der Handwerksordnung liegen im Berufsbildungsgesetz (BBiG) und in der Handwerksordnung (HwO). Das BBiG eröffnet in § 53 und § 54 zwei Wege für Fortbildungsregelungen: Nach § 53 kann das Bundesbildungsministerium im Einvernehmen mit dem jeweils zuständigen Fachministerium Verordnungen („Fortbildungsordnungen“) erlassen. Wenn nach § 53 keine Fortbildungsordnungen bestehen, können die „zuständigen Stellen“, also die jeweils zuständigen Kammern, nach § 54 für die jeweiligen Fortbildungsabschlüsse eigene Fortbildungsprüfungsregelungen erlassen. 2011 existierten etwa 90 bundesweit gültige Rechtsverordnungen und rund 300 Regelungen der Kammern.

## Weitere Möglichkeiten der Aufstiegsfortbildung
Im Verwaltungs-, Beamten- und Wirtschaftsrecht sind ebenfalls Aufstiegsfortbildungsregelungen enthalten. Dazu kommen Bestimmungen für die Freien Berufe und für die Landwirtschaft. Auch an Fachschulen erworbene Abschlüsse wie Staatlich geprüfter Betriebswirt oder Staatlich geprüfter Techniker zählen zum Bereich der Aufstiegsfortbildung. Die Bildungsgänge an Fachschulen werden auf der Grundlage der Schulgesetze länderspezifisch geregelt.

## Hochschulzugangsberechtigung
Unter gewissen Voraussetzungen ist nach dem erfolgreichen Abschluss einer Aufstiegsfortbildung das Studium an einer Hochschule möglich. So erhalten Absolventen von Fortbildungen auf Meisterebene, für die Prüfungsregelungen nach § 53, § 54 BBiG sowie §§ 42, 42a HwO bestehen und die mindestens 400 Unterrichtsstunden umfassen, die allgemeine Hochschulzugangsberechtigung.